# Bonnin (cràter)
Bonnin és un cràter d'impacte en el planeta Venus de 28,5 km de diàmetre. Porta el nom de Gertrude Simmons Bonnin «Zitkala-Ša» (1875-1938), escriptora i activista lakota, i el seu nom va ser aprovat per la Unió Astronòmica Internacional el 1994.